# ペニダ島
ペニダ島（ペニダとう、バリ語: ᬦᬸᬲᬧᭂᬦᬶᬤ、尼: Nusa Penida）はインドネシア、バリ島の南東に浮かぶ離島。近隣にはレンボンガン島とチュニンガン島があり、バリ島とロンボク島の間に位置している。

## 名前の由来
名前の由来は諸説あり、歴とした証拠がないため未だ謎につつまれている。

### 高僧の島、パンディタ島
ペニダ島は島流しの島という歴史をもち、19世紀の終わりに多くの政治犯や魔術師が流されていたという記録がある。政治犯の中には時の高僧を含む僧侶もいた。バリ語には高僧や僧侶を意味するパンディタという言葉があり、「高僧の島＝パンディタ島」が訛って、ペニダ島になった説。

### 石灰の島
ペニダという名前の由来は、古代ジャワ語で石灰や石灰岩という意味するパニダがペニダに訛ったという説。

### 村の名前
現在のクリスタルベイの周辺はペニダ村と呼ばれ、大きな水源があることから島内で最初に栄えた村であった。栄えた村の名前がそのまま島の呼び名になりペニダ島になったという説。

## 地理
ペニダ島はバリ島南東に浮かぶ離島で、レンボンガン島とチュニンガン島に連なるようにならんでいる。主として石灰岩からなる島であり、北部は平坦な大地、中部は丘陵で最高地点がムンディ山の山頂529 m。南部は200 m程度の崖が並んでる。
バリ本島からはスピードボートで45分 - 1時間程の距離。レンボンガン島やチュニンガン島からは15分程で渡ることができる。
ペニダ島の北部から西部にかけての海域にはサンゴ礁が広がり、素晴らしいシュノーケリングやダイビングスポットである。東部や西部、南部は絶景の景色や秘境ビーチ多く点在する。

## 気候
ペニダ島はバリ島と同じく雨季と乾季があるサバナ気候。一般的に4月 - 10月は乾季、11月 - 3月が雨季である。西モンスーンの時期にバリ本島の山脈が風を遮断することにより、ペニダ島の降水量はバリ島のおよそ半分となっている。

## 生物
ペニダ島の固有種は少ないが、ペニダ島にしか生息しないカニやカタツムリがいる。ペニダ島で観測された鳥の種類は100種を超え、スンダハナドリや、モルッカキンパラは、ペニダ島にいてバリ本島にはいない鳥である。バリ島から近いペニダ島だが、実は生物の大半はバリ本島より、東隣のロンボク島の生物に似ている。

## 歴史

### 石碑に明記
歴史上にペニダ島の名が現れたのはブランジョン・サヌール古代遺跡の石碑が始まり。913年と記された遺跡にはバリ王のスリ・ケサリ・ワルマデワ王が、グルンとスワルを制圧したと書かれている。考古学者やインドネシアの学者によると、当時ペニダ島はグルンと言われていた。石碑にはグルンの最大都市はスクンと書かれていて、ペニダ島には現在もスクンという村名があることから、グルンはペニダ島のことを指していると結論。

### 鹿の島
ペニダ島の存在はヨーロッパの航海士にも認識されていた。1597年にオランダ人航海士、コーネリス・デ・ハウトマンの航海記録にはペニダ島がROSSA島と書かれていた。インドネシア語でROSSAはルサ（鹿）を意味する。当時ペニダ島を統治していたバリ島の王が、ペニダ島で鹿を放し鹿狩りを行ったことから、鹿島と記録されたと思われる。

### 島流しの島
16世紀頃には既に島流しの島として使われていたペニダ島。19世紀にはクルンクン王国の統治下にあったが、クルンクン王国だけではなくバリ島各地の犯罪者とみなされた人たちがペニダ島に流されていた。オランダ統治時代の20世紀初頭には【無法者】【盗賊】という意味のバンディット・アイランドと地図上に表されることになる。

## 文化
ペニダ島の文化は基本的にバリ島と似ているが、独自の文化もある。

### 言語
ペニダ島もバリ島と同じく、一般的にはバリ語が話されている。ペニダ島北部の発音はバリ語と変わらないが、ペニダ島中部は訛りが強く、同じバリ語を使っても全く意味が通じないことがある。

### 食べ物
石灰岩からできた硬い大地は常に乾燥している為、米が育たない。ペニダ島の郷土料理はトウモロコシ、サトイモ、サヤインゲン、赤豆など島内で採れるものを使ったレドックというお粥が有名である。

### 舞踊
ペニダ島にしかない踊りバリス・ジャンカンは、バリ舞踊にない動きがほとんどで、その動きはとても独特である。バリスは一般的に【戦士の踊り】を意味するが、バリス・ジャンカンのほとんどは鳥の動きを真似て踊りに取り入れている。1933年には既に記録されている踊りだが、ルーツと意味は未だに謎である。

### 織物
ペニダ島南部、タングラッド村を中心として、チュプックというペニダ独自の織物が作られている。チュプックは綿の織物で赤、黄、青、黒がメインの色として使われる。染料には植物が用いられ、赤色はヤエヤマアオキの根、黄色はウコン、青色は藍、黒色はククイから抽出される。チュプックは伝統的に神事の際に巻かれる布で、舞踊などでも使われている。

### 神話
ペニダ島にまつわる神話は数多く伝えられている。その中の一つを紹介。
2世紀頃にインド出身の高僧マルカンデヤがバリ島にやってきました。文明が発達していないバリ島を開拓するのが目的でした。当時のバリ島は森に覆われていて、森の中には危険な動物はもちろん、妖怪や魔物がすんでいました。バリ島を開拓して、人間が暮らせる土地にするためには森に住んでいた妖怪や魔物に出てもらわないといけません。
そこで、高僧マルカンデヤは妖怪や魔物と取引をしました。森から出てもらう代わりにペニダ島という地を与えるという内容でした。妖怪や魔物は悪行をする可能性があるので、高僧マルカンデヤはダラムペッドという人物に妖怪や魔物の管理を任せました。
現在もペニダ島にはダラムペッドという寺院があり、バリ島の人々からも重宝されています。バリ島の人々がダラムペッド寺院を大事にしなかったら、妖怪や魔物がでてきて、バリ島で悪行を行うと今も信じられています。

## 交通
近年のペニダ島は道路整備が進んでいるが、依然として舗装の悪い道が多い。レンボンガン島やチュニンガン島と違い乗用車の数が多い。ペニダ島は広い島なので、ドライバー付きの車をチャーターして観光スポットを巡るのが一般的だが、バイクレンタルで観光する旅行者も少なくない。各観光スポットへの所要時間は1時間程。

## 観光
以前よりペニダ島観光で人気が高かったのはシュノーケリングやダイビング。現在は自然の創り出す絶景スポットも知名度が上がり島内観光も人気である。各ツアー会社がバリ島発着の日帰りツアーを催行しているが、日帰りで行けるスポットは2～3ヶ所に限られる。大型リゾートホテルはないが、小さな宿からヴィラタイプの宿まであり、宿泊施設には困らない。

### シュノーケリング

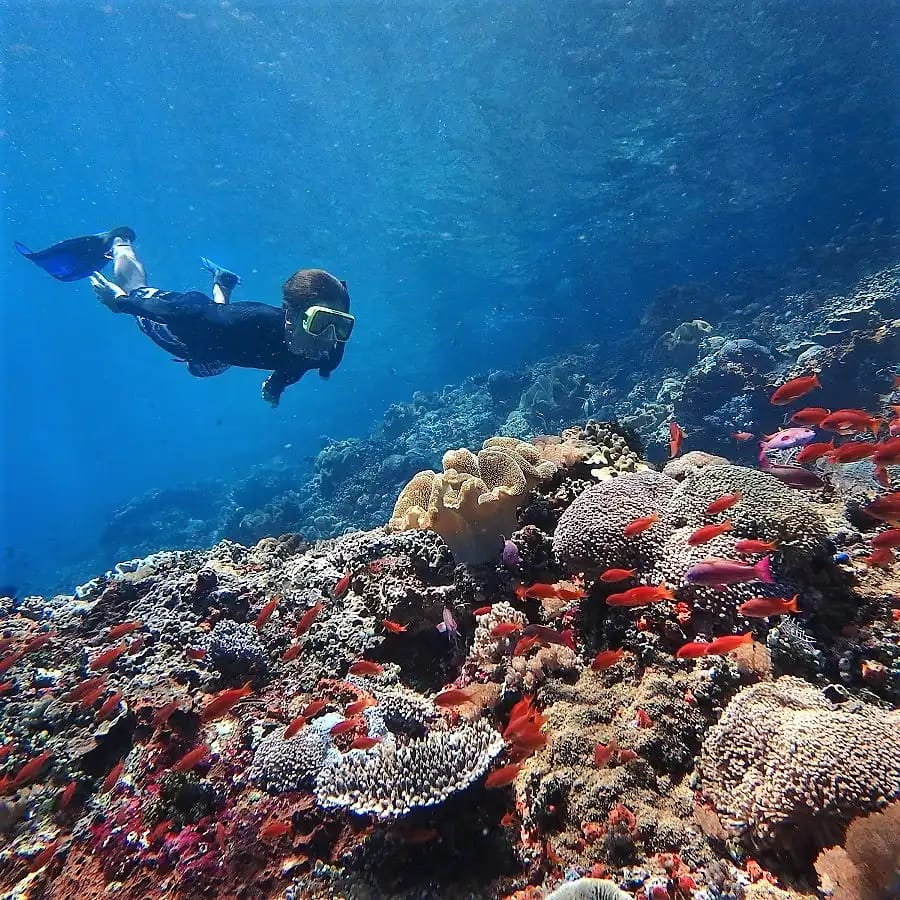
ペニダ島のサンゴ礁と熱帯魚

ペニダ島海域のサンゴ礁は素晴らしい健康状態を保っているので、いろいろな種類のサンゴ礁と熱帯魚を見ることができる。また、シュノーケリングで野生のマンタやウミガメと泳げるポイントがある。

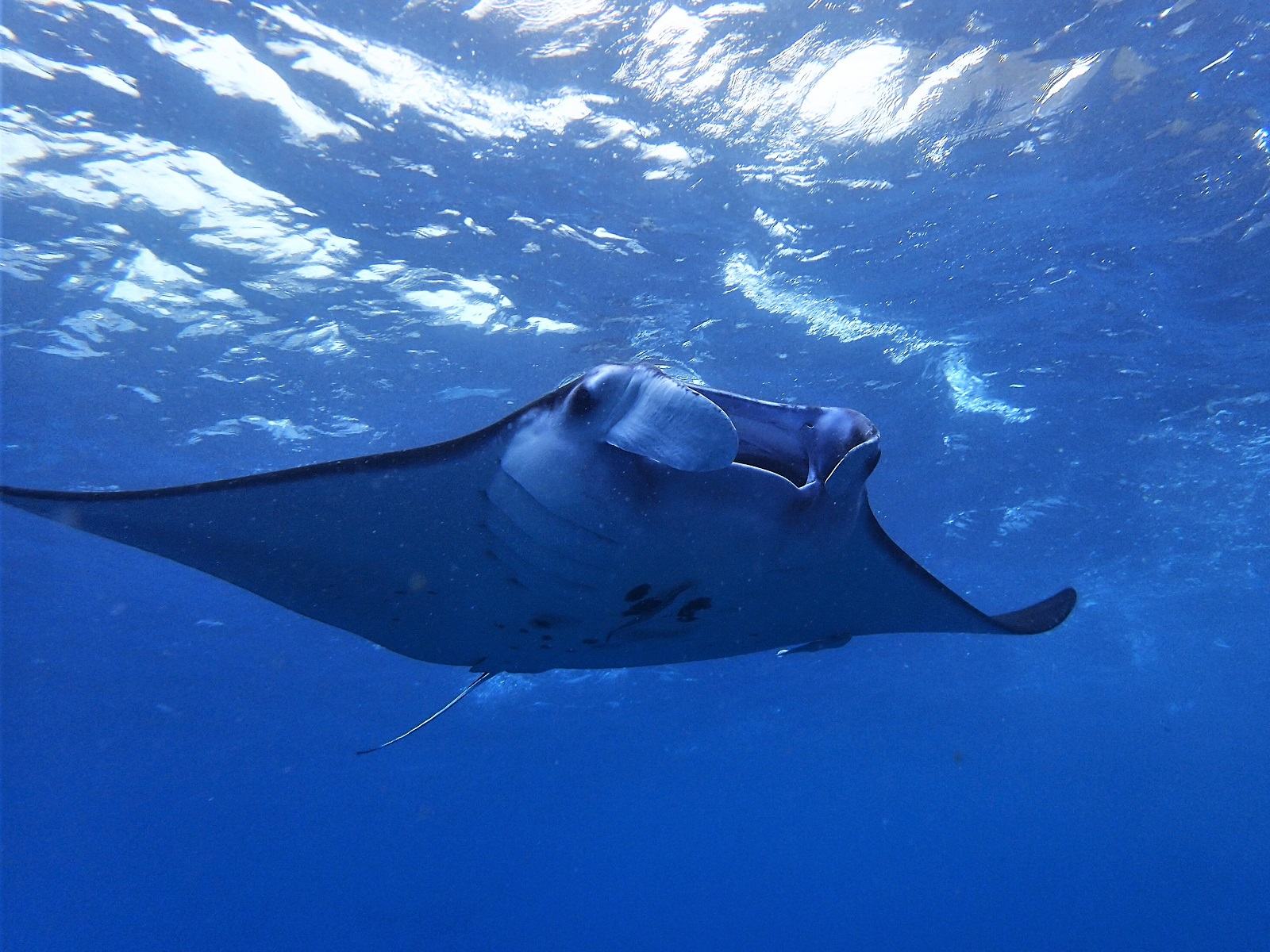
ペニダ島のマンタ

### クリンキン・ビーチ

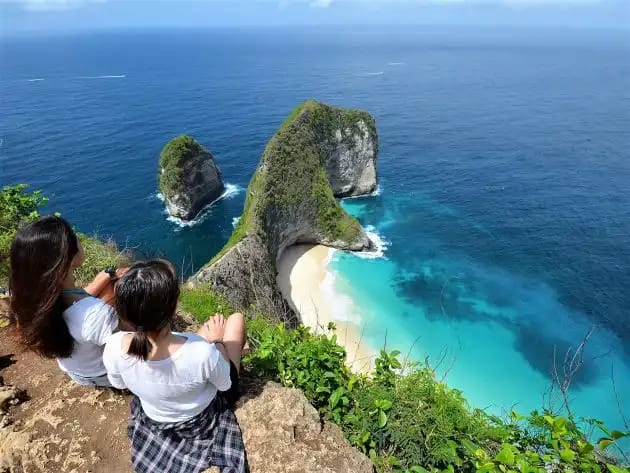
ペニダ島のクリンキンビーチ

ペニダ島で一番有名な絶景スポット。

### ブロークンビーチ＆エンジェル・ビラボン
ペニダ島西部にある絶景スポット。天使の水たまりを意味するエンジェル・ビラボンというネーミングも人気の理由である。

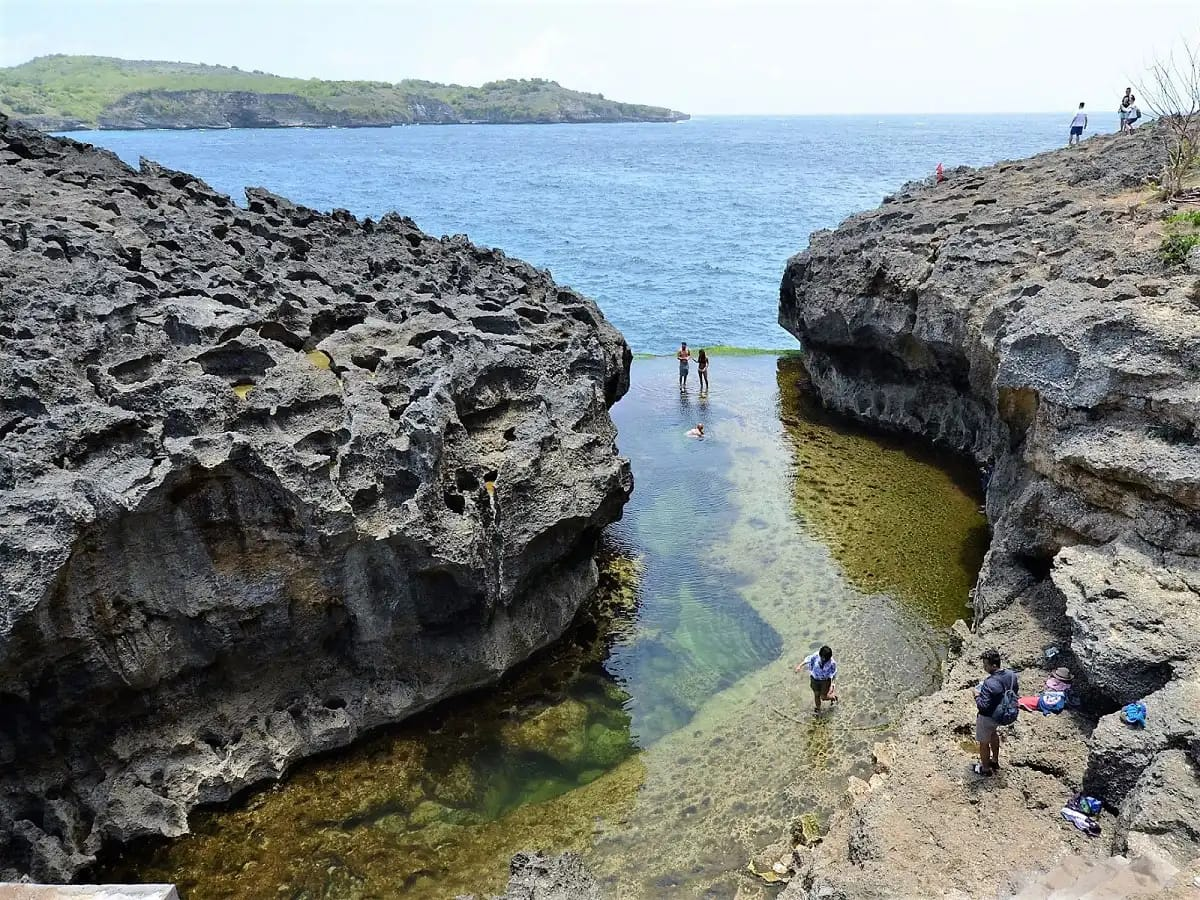
ペニダ島のエンジェルビラボン

### アトゥビーチ
ペニダ島最東端び位置するのがアトゥビーチ。ビーチの沖に見える大きな岩に穴が開いていて、年に数回は丁度その穴の中に朝日が収まる瞬間がある。

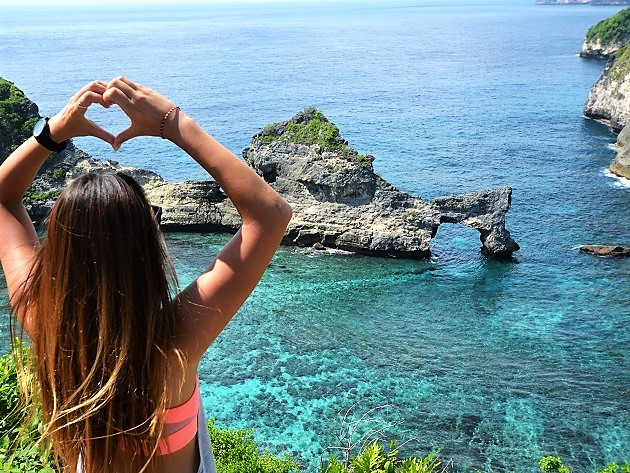
ペニダ島最東端のアトゥビーチ

### ギリプトゥリ寺院
巨大な洞窟の中にある寺院。とても小さな穴から入るこの洞窟は、清らかな心を持たないと中に入れないという言い伝えがある。

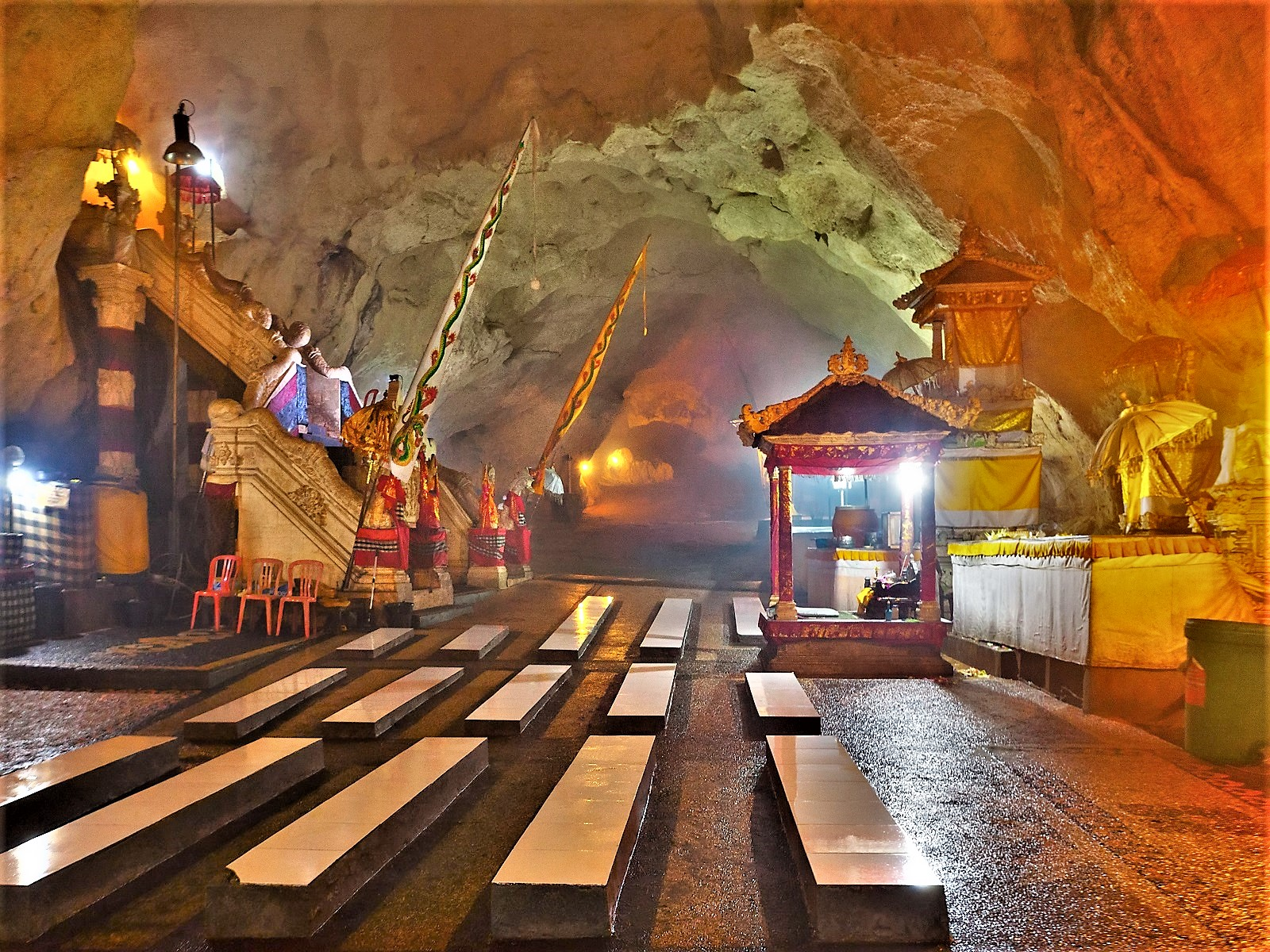
洞窟の中にある寺院、ギリプトゥリ